# 笠井千香子
笠井 千香子（かさい ちかこ、1998年11月25日 - ）は、長野県千曲市出身のハンドボール選手。日本ハンドボールリーグのソニーセミコンダクタマニュファクチャリング所属。

## 経歴
大阪体育大学時代の2017年、U-22東アジア選手権の日本代表U-22に選出。同年のU-20アジア女子ジュニア選手権にも選出された。
2018年、第10回世界女子学生選手権大会の日本代表U-24に選出。
2020年、インカレ代替大会のフレンドシップ・フォア・ザ・フューチャー・アンビータブル・マインド・カップでベストセブンに選ばれた。
2021年、日本ハンドボールリーグのソニーセミコンダクタマニュファクチャリングへ加入。
同年、日本代表メンバーに選出された。

## 詳細情報

### 年度別成績
| 年       | チーム   | 試合 | フィールド 得点 | 率   | 7m  | 合計  | 警告 | 退場 | 失格 |
| -------- | -------- | ---- | --------------- | ---- | --- | ----- | ---- | ---- | ---- |
| 2020-21  | ソニー   | 0    | 0/0             | -    | 0/0 | 0/0   | 0    | 0    | 0    |
| 2021-22  | ソニー   | 12   | 12/16           | .750 | 0/0 | 12/16 | 0    | 3    | 0    |
| 2022-23  | ソニー   | 20   | 31/46           | .674 | 0/0 | 31/46 | 1    | 7    | 0    |
| JHL：2年 | JHL：2年 | 32   | 43/62           | .694 | 0/0 | 43/62 | 1    | 10   | 0    |

### 記録
- フィールドゴール初得点：2021年8月28日、対大阪ラヴィッツ戦（豊田合成記念体育館エントリオ）[6]

### 背番号
- 9 (2020年 - )

## 代表歴

### 日本代表U-20
- アジア女子ジュニア選手権 (2017年)[7]

### 日本代表U-22
- U-22東アジア選手権(2017年)[8]

### 日本代表U-24
- 世界学生選手権 (2018年)[9]

### 日本代表
- 強化合宿 (2021年)
- 日韓定期戦 (2022年)[10]
- 女子アジア選手権 (2022年)[11]
- パリ2024オリンピック女子アジア予選（2023年）[12]
- アジア競技大会（2023年）[13]